# Per Strömberg (professor)
Per Johan Strömberg, född 14 mars 1968 i Lidingö församling i Stockholms län, är en svensk ekonom och professor i finansiell ekonomi vid Handelshögskolan i Stockholm.

## Utbildning
Srömberg är civilekonom från Handelshögskolan i Stockholm och doktor i finansiell ekonomi vid Carnegie Mellon University.

## Karriär
Strömberg började på Swedish Institute for Financial Research (SIFR) vid Handelshögskolan i Stockholm 2004 och blev sedan direktör där. Han innehar Handelshögskolans jubileumsprofessur i finansiell ekonomi med särskild inriktning mot riskkapital vid Handelshögskolan i Stockholm.
Strömberg är adjungerad professor vid University of Chicago Booth School of Business samt forskare vid Center for Economic Policy Research och European Corporate Governance Institute. Han är styrelseledamot i Conversus Capital LP och vice ordförande för Sjätte AP-fonden.
Strömberg har fått flera priser för vetenskapliga artiklar. Han tilldelades Partnerprogrammets forskarpris vid Handelshögskolan i Stockholm 2006 med motiveringen "Bland många betydande forskarinsatser märks framförallt Pers sätt att med enkelhet och elegans beskriva komplexa kontrakt mellan entreprenörer och riskkapitalister. Denna forskning utgör nu en solid grund för hans nya, spännande projekt som handlar om hur nystartade företag utvecklas under de första åren."

## Utmärkelser
- Partnerprogrammets forskarpris vid Handelshögskolan i Stockholm 2005[8]
- Ledamot av Kungl. Ingenjörsvetenskapsakademien sedan 2012[7]
- Ledamot av Kungl. Vetenskapsakademien[9]